# Jasper Sołtysiewicz
Jasper Sołtysiewicz (ur. 23 września 1997 w Warszawie) – polski aktor niezawodowy. Znany z roli Justina Skotnickiego w serialu obyczajowym Barwy szczęścia, emitowanym w TVP2.

## Życiorys
W 2013 zadebiutował w telewizji w serialu paradokumentalnym TVN Wawa Non Stop, natomiast na dużym ekranie w 2017 w filmie Czuwaj w reżyserii Roberta Glińskiego.
Występował w branży reklamowej. W latach 2015–2018 zagrał w pięćdziesięciu reklamach telewizyjnych (polskich i zagranicznych).

## Filmografia
- 2024: Algorytm miłości – Darek „Dajson” (odc. 8–10)

- od 2023: Dzielnica strachu – dzielnicowy Jan Stanisław Walicki

- 2022: Komisarz Mama – Franek Owczarek (odc. 19)

- 2022: Na sygnale – Marcel (odc. 382)

- 2021: Odebrano mi młodość – powstaniec

- 2021: Ojciec Mateusz – Maks Kasprzak (odc. 337)

- 2021–2022: Święty – Patryk

- 2021: Na Wspólnej – Student Julek (odc. 3201, 3211–3212, 3218)

- 2019: Echo serca – Mikołaj Leszczyński (odc. 19)

- 2019: Kopciuszek – Rafał

- 2019: Miłość na zakręcie – Krystian Kawecki

- 2019: Pierwsza miłość – Marek Słowik (odc. 2898)

- 2018: Korona królów – Gedko (odc. 44–47, 49–51)

- od 2018: Barwy szczęścia – Justin Skotnicki

- 2018: Przyjaciółki – ogrodnik Patryk (odc. 146)

- 2018: W rytmie serca – Aleksander Krynicki (odc. 25)

- 2018: Znaki – Radosław (odc. 2–7)

- 2017: Czuwaj – Franek

- 2017: Mecenas Lena Barska – Radek Dziedzic (odc. 3, 8)

- 2017: Ojciec Mateusz – Dorian (odc. 224)

- 2016: Druga szansa – chłopak (odc. 12)

- 2016: O mnie się nie martw – chłopak w Młodzieżowym Ośrodku Wychowawczym (odc. 41, 44, 46, 50, 52)

- 2016: Radiowęzeł 13 i pół

- 2015: Ojciec Mateusz – Bruno Kukielski (odc. 182)

- 2015: Na Wspólnej – Maciej Borkowski (odc. 2080–2082)

- 2014: M jak miłość – kolega (odc. 1087)

- 2014: Ojciec Mateusz – Jędrek (odc. 155)

- 2013–2014: Wawa Non Stop – Konrad Domicki